# Шкляев, Александр Сергеевич
Алекса́ндр Серге́евич Шкля́ев — (7 июля 1919 год, с. Савинцы, Харьковская область — 2 мая 1987 год, Пермь) — советский гидролог, доктор географических наук, профессор, зав. кафедрой физической географии (1956—1960), один из основателей и зав. кафедрой метеорологии (1960-1967), основатель и зав. кафедрой гидрологии суши (1969-1974), проректор по научной работе (1967-1970), декан географического факультета (1964—1965) Пермского университета.

## Биография
Младший брат химика В. С. Шкляева (1917—2003). В декабре 1929 года семья Александра Сергеевича Шкляева переехала в Пермь. После окончания средней школы Александр Сергеевич поступил в Пермский (Молотовский) университет, где в 1942 году получил специальность географа и устроился работать преподавателем в средней школе. В январе 1945 года Шкляев приглашён на должность ассистента кафедры физической географии. Одновременно с августа 1945 по декабрь 1948 года работал старшим инженером-гидрологом в Управлении речных путей Камского бассейна. В 1952 году защитил кандидатскую диссертацию «Влияние хозяйственной деятельности человека на сток бассейна р. Оки до г. Калуги».
В 1956—1960 — заведующий кафедрой физической географии ПГУ. В 1958 году на географическом факультете ПГУ была открыта специализация по метеорологии, а в 1960 году основана кафедра метеорологии. С этого года кафедру возглавлял А. С. Шкляев, на тот момент кандидат географических наук (он возглавлял кафедру метеорологии до 1967 года). В 1964 году А. С. Шкляев защитил докторскую диссертацию «Влияние атмосферной циркуляции на распределение и многолетние колебания осадков и стока: на примере Урала».
В 1964—1965 годах — декан географического факультета; с 28 июля 1967 года по 11 января 1970 года — проректор по научной работе Пермского университета.
При его активном участии открывается кафедра гидрологии суши, он руководил ею с 1969 по 1974 годы.
Сын Владимир — метеоролог.

## Научная деятельность
Учёный работал на стыке гидрологии и метеорологии. Первые научные исследования Шкляева были посвящены вопросам методики прогнозирования уровней воды реки Камы, применения теории вероятностей к расчетам максимальных уровней реки. А. С. Шкляев был организатором многих исследований по гидрометеорологии Урала.

## Избранные работы
- Климат Пермской области / А. С. Шкляев, В. А. Балков. Пермь: ПГУ, 1963. 192 с.
- Особенности распределения осадков и стока на Среднем и Южном Урале в связи с атмосферной циркуляцией / А. С. Шкляев. — Пермь: ПГУ, 1964. 112 с.
- Краткий справочник для гидрологических расчетов на реках Западного Урала / А. С. Шкляев, И. К. Мацкевич, и др. — Пермь: ПГУ, 1966. 160с.